# كأس العالم تحت 17 سنة لكرة القدم 2007
في الفترة ما بين 18 أغسطس و9 سبتمبر، عقد كأس العالم تحت 17 سنة لكرة القدم 2007، النسخة الثانية عشرة لهذه المسابقة. وبالنسبة لهذه المناسبة، تم توسيع عدد الفرق من 16 إلى 24، على أن يتقدم أفضل اثنين من كل مجموعة وأفضل أربعة فرق في المرتبة الثالثة إلى دور الـ16. ومن الآن أيضا، كانت الكونفدرالية التي أنتجت البطل الأخير، وهي في هذه الحالة الكونكاكاف، لها بطاقة إضافية في الجولات التأهيلية.
كان يمكن أن يشارك اللاعبين الذي ولدوا بعد 1 يناير 1990 في هذه المسابقة.

## الأماكن
| سول | سوون                    | غويانغ          | تشيونان              |
| --- | ----------------------- | --------------- | -------------------- |
| ملعب كأس العالم سول                                                                                              | مجمع سوون الرياضي       | ملعب غويانغ     | ملعب تشيونان         |
| السعة: 66,806 | السعة: 24,670           | السعة: 41,311   | السعة: 30,000        |
| |                         |                 |                      |
| سوون سوغ-ويبو أولسان غوانغيانغ تشانغوون تشيونان غويانغ سولكأس العالم تحت 17 سنة لكرة القدم 2007 (كوريا الجنوبية) |                         |                 |                      |
| أولسان | تشانغوون                | غوانغيانغ       | سوغ-ويبو             |
| ملعب أولسان | حديقة تشانغوون الرياضية | ملعب جوانج يانج | ملعب كأس العالم جيجو |
| السعة: 19,050 | السعة: 27,085           | السعة: 13,496   | السعة: 42,256        |
| |                         |                 |                      |

## الفرق
| الكونفدرالية                                 | المسابقة المؤهلة                                 | المتأهلون                                                           |
| -------------------------------------------- | ------------------------------------------------ | ------------------------------------------------------------------- |
| AFC (آسيا)                                   | بطولة آسيا تحت 17 سنة لكرة القدم 2006            | اليابان · كوريا الشمالية · طاجيكستان1 · سوريا1                      |
| CAF (أفريقيا)                                | بطولة أفريقيا تحت 17 سنة لكرة القدم 2007         | غانا · نيجيريا · توغو1 · تونس                                       |
| كونكاكاف (أمريكا الشمالية والوسطى والكاريبي) | مسابقة الكونكاكاف تحت 17 سنة 2007                | هايتي1 · هندوراس1 · كوستاريكا · الولايات المتحدة · ترينيداد وتوباغو |
| كونميبول (أمريكا الجنوبية)                   | بطولة أمريكا الجنوبية تحت 17 سنة لكرة القدم 2007 | البرازيل · كولومبيا · الأرجنتين · بيرو                              |
| OFC (أوقيانوسيا)                             | بطولة أوقيانوسيا تحت 17 سنة لكرة القدم 2007      | نيوزيلندا                                                           |
| يويفا (أوروبا)                               | بطولة أوروبا تحت 17 سنة لكرة القدم 2007          | بلجيكا1 · إنجلترا1 · فرنسا · إسبانيا · ألمانيا                      |
| البلد المضيف                                 | البلد المضيف                                     | كوريا الجنوبية                                                      |

1.^الفرق التي ظهرت لأول مرة.

## مسؤولو المباريات
| الكونفدرالية | الحكم                           | المساعدون                                                      |
| ------------ | ------------------------------- | -------------------------------------------------------------- |
| AFC          | ماثيو بريز (أستراليا)           | ماثيو كريم (أستراليا) جيم أولياريس (أستراليا)                  |
| AFC          | يويتشي نيشيمورا (اليابان)       | تورو ساغارا (اليابان) جيونغ هاي-سانغ (كوريا الجنوبية)          |
| AFC          | رافشان إيرماتوف (أوزبكستان)     | عبد الحميدالله رسولوف (أوزبكستان) بهادر كوتشكاروف (قيرغيزستان) |
| CAF          | كومان كوليبالي (مالي)           | إيناسيو كانديدو (أنغولا) رضوان عشيق (المغرب)                   |
| CAF          | إدي مايلت (سيشل)                | بشير حساني (تونس) إفاريست منكواندي (الكاميرون)                 |
| كونكاكاف     | جويل أغويلار (السلفادور)        | روبرتو غيرون (هندوراس) دانييل ويليامسون (بنما)                 |
| كونميبول     | سالفيو فاغونديس (البرازيل)      | روبرتو براتز (البرازيل) ألتيمير هاوسمان (البرازيل)             |
| كونميبول     | هرناندو بويتراغو (كولومبيا)     | أبراهام غونزاليز (كولومبيا) رافاييل ريفاس (كولومبيا)           |
| OFC          | راكيش فارمان (فيجي)             | أندرو أتشاري (فيجي) ماثيو تارو (جزر سليمان)                    |
| يويفا        | إيفان بيبيك (كرواتيا)           | توميسلاف بتروفيتش (كرواتيا) توميسلاف سيتكا (كرواتيا)           |
| يويفا        | برتراند لايك (فرنسا)            | إريك دانسو (فرنسا) ستيفان دوهامل (فرنسا)                       |
| يويفا        | غجيغوش غيليفسكي (بولندا)        | رافاو روستكوفسكي (بولندا) ماتشيي فيرزبوفسكي (بولندا)           |
| يويفا        | أوليغاريو بنكويرينسا (البرتغال) | برتينو ميراندا (البرتغال) جوزيه كاردينال (البرتغال)            |
| يويفا        | كريغ تومسون (اسكتلندا)          | مارتين كراينس (اسكتلندا) توم مورفي (اسكتلندا)                  |

## التشكيلات
للاطلاع على قائمة بالتشكيلات، انظر تشكيلات كأس العالم تحت 17 سنة لكرة القدم 2007

## مرحلة المجموعات

### المجموعة أ
| م | الفريق             | لعب | ف | ت | خ | أ.له | أ.ع | أ.ف | نقاط | التأهل             |
| - | ------------------ | --- | - | - | - | ---- | --- | --- | ---- | ------------------ |
| 1 | بيرو               | 3   | 2 | 1 | 0 | 2    | 0   | +2  | 7    | مرحلة خروج المغلوب |
| 2 | كوستاريكا          | 3   | 1 | 1 | 1 | 3    | 2   | +1  | 4    | مرحلة خروج المغلوب |
| 3 | كوريا الجنوبية (H) | 3   | 1 | 0 | 2 | 2    | 4   | −2  | 3    |                    |
| 4 | توغو               | 3   | 0 | 2 | 1 | 2    | 3   | −1  | 2    |                    |

| كوستاريكا             | 1–1   | توغو             |
| --------------------- | ----- | ---------------- |
| - خوسويه مارتينيز 81' | تقرير | - سابول ماني 39' |

| كوريا الجنوبية | 0–1   | بيرو                        |
| -------------- | ----- | --------------------------- |
|                | تقرير | - كارلوس ألونسو بازالار 29' |

| توغو | 0–0   | بيرو |
| ---- | ----- | ---- |
|      | تقرير |      |

| كوستاريكا                               | 2–0   | كوريا الجنوبية |
| --------------------------------------- | ----- | -------------- |
| - ماركو أورينا 85' - جيسي بيرالتا 90+1' | تقرير |                |

| كوريا الجنوبية                           | 2–1   | توغو                   |
| ---------------------------------------- | ----- | ---------------------- |
| - سيول جاي-مون 45+1' - يون بيت-غارام 80' | تقرير | - لالاويلي أتاكورا 20' |

| بيرو                        | 1–0   | كوستاريكا |
| --------------------------- | ----- | --------- |
| - كارلوس ألونسو بازالار 89' | تقرير |           |

### المجموعة ب
| م | الفريق         | لعب | ف | ت | خ | أ.له | أ.ع | أ.ف | نقاط | التأهل             |
| - | -------------- | --- | - | - | - | ---- | --- | --- | ---- | ------------------ |
| 1 | إنجلترا        | 3   | 2 | 1 | 0 | 8    | 2   | +6  | 7    | مرحلة خروج المغلوب |
| 2 | البرازيل       | 3   | 2 | 0 | 1 | 14   | 3   | +11 | 6    | مرحلة خروج المغلوب |
| 3 | كوريا الشمالية | 3   | 1 | 1 | 1 | 3    | 7   | −4  | 4    | مرحلة خروج المغلوب |
| 4 | نيوزيلندا      | 3   | 0 | 0 | 3 | 0    | 13  | −13 | 0    |                    |

| كوريا الشمالية     | 1–1   | إنجلترا            |
| ------------------ | ----- | ------------------ |
| - ريم تشول-مين 89' | تقرير | - فيكتور موسيس 62' |

| البرازيل | 7–0   | نيوزيلندا |
| --- | ----- | --------- |
| - فابيو رودريغيس دا سيلفا 1' - لازارو فينيسيوس ألفيش مارتينش 6' - جوليانو دي باولا 33' - فابيو 50' - أليكس تيكسيرا 54' - لولينيا 60' (ركلة.) - لويز جونيور 87' | تقرير |           |

| نيوزيلندا | 0–5   | إنجلترا                                                         |
| --------- | ----- | --------------------------------------------------------------- |
|           | تقرير | - داني ويلبيك 3'، 27' - فيكتور موسيس 7'، 30' - آشلي تشيمبرز 88' |

| البرازيل | 6–1   | كوريا الشمالية   |
| --- | ----- | ---------------- |
| - فابيو 4'، 8' - أليكس تيكسيرا 6' - مايكون مارك 22' - جوليانو دي باولا 47' - جواو غيليرمي إستيفاو دا سيلفا 90' | تقرير | - أن إيل-بوم 24' |

| كوريا الشمالية     | 1–0   | نيوزيلندا |
| ------------------ | ----- | --------- |
| - ريم تشول-مين 81' | تقرير |           |

| إنجلترا                                        | 2–1   | البرازيل                   |
| ---------------------------------------------- | ----- | -------------------------- |
| - هنري لانسبوري 45' (ركلة.) - جوردان سبينس 90' | تقرير | - تاليس تلاجيا دي سوزا 19' |

### المجموعة ج
| م | الفريق    | لعب | ف | ت | خ | أ.له | أ.ع | أ.ف | نقاط | التأهل             |
| - | --------- | --- | - | - | - | ---- | --- | --- | ---- | ------------------ |
| 1 | إسبانيا   | 3   | 2 | 1 | 0 | 7    | 4   | +3  | 7    | مرحلة خروج المغلوب |
| 2 | الأرجنتين | 3   | 1 | 2 | 0 | 5    | 2   | +3  | 5    | مرحلة خروج المغلوب |
| 3 | سوريا     | 3   | 1 | 1 | 1 | 3    | 2   | +1  | 4    | مرحلة خروج المغلوب |
| 4 | هندوراس   | 3   | 0 | 0 | 3 | 3    | 10  | −7  | 0    |                    |

| هندوراس                                       | 2–4   | إسبانيا                                               |
| --------------------------------------------- | ----- | ----------------------------------------------------- |
| - كريستيان سمير مارتينيز 20' - روجر روخاس 72' | تقرير | - بويان كركيتش 2'، 71' - جوردي بابلو ريبوليس 56'، 81' |

| الأرجنتين | 0–0   | سوريا |
| --------- | ----- | ----- |
|           | تقرير |       |

| سوريا                       | 1–2   | إسبانيا                                       |
| --------------------------- | ----- | --------------------------------------------- |
| - سليمان سليمان 70' (ركلة.) | تقرير | - فران ميريدا 56' - دانييل أكينو بينتوس 90+1' |

| الأرجنتين                                                             | 4–1   | هندوراس                    |
| --------------------------------------------------------------------- | ----- | -------------------------- |
| - فرناندو ميزا 45+1' - نيكولاس ماتزولا 64'، 87' - أليكسيس ماتشوكا 71' | تقرير | - جوني ليفيرون 35' (ركلة.) |

| هندوراس | 0–2   | سوريا                               |
| ------- | ----- | ----------------------------------- |
|         | تقرير | - هاني الطيار 22' - أحمد الصالح 80' |

| إسبانيا                   | 1–1   | الأرجنتين            |
| ------------------------- | ----- | -------------------- |
| - دانييل أكينو بينتوس 68' | تقرير | - كارلوس بينيتيز 32' |

### المجموعة د
| م | الفريق  | لعب | ف | ت | خ | أ.له | أ.ع | أ.ف | نقاط | التأهل             |
| - | ------- | --- | - | - | - | ---- | --- | --- | ---- | ------------------ |
| 1 | نيجيريا | 3   | 3 | 0 | 0 | 9    | 2   | +7  | 9    | مرحلة خروج المغلوب |
| 2 | فرنسا   | 3   | 1 | 1 | 1 | 4    | 4   | 0   | 4    | مرحلة خروج المغلوب |
| 3 | اليابان | 3   | 1 | 0 | 2 | 4    | 6   | −2  | 3    |                    |
| 4 | هايتي   | 3   | 0 | 1 | 2 | 3    | 8   | −5  | 1    |                    |

| نيجيريا                                      | 2–1   | فرنسا             |
| -------------------------------------------- | ----- | ----------------- |
| - ماكاولي كريستانتوس 15' - رابيو إبراهيم 64' | تقرير | - هنري سايفيت 51' |

| اليابان                                                             | 3–1   | هايتي                     |
| ------------------------------------------------------------------- | ----- | ------------------------- |
| - توموتاكا أوكاموتو 42' - هيروكي كاوانو 80' - يويتشيرو كاكيتاني 84' | تقرير | - جوزيف غيمسلي جونيور 71' |

| هايتي                           | 1–1   | فرنسا                |
| ------------------------------- | ----- | -------------------- |
| - بيترسون ديسريفيير 21' (ركلة.) | تقرير | - داميان لوتاليك 13' |

| اليابان | 0–3   | نيجيريا                                          |
| ------- | ----- | ------------------------------------------------ |
|         | تقرير | - غانيو أوسيني 21' - ماكاولي كريستانتوس 31'، 82' |

| نيجيريا                                           | 4–1   | هايتي               |
| ------------------------------------------------- | ----- | ------------------- |
| - ماكاولي كريستانتوس 5'، 60' - شريف عيسى 39'، 41' | تقرير | - بيترسون جوزيف 57' |

| فرنسا                                    | 2–1   | اليابان                 |
| ---------------------------------------- | ----- | ----------------------- |
| - سعيد ميهامها 68' - إيمانويل ريفيير 70' | تقرير | - يويتشيرو كاكيتاني 45' |

### المجموعة ر
| م | الفريق           | لعب | ف | ت | خ | أ.له | أ.ع | أ.ف | نقاط | التأهل             |
| - | ---------------- | --- | - | - | - | ---- | --- | --- | ---- | ------------------ |
| 1 | تونس             | 3   | 3 | 0 | 0 | 8    | 3   | +5  | 9    | مرحلة خروج المغلوب |
| 2 | الولايات المتحدة | 3   | 1 | 0 | 2 | 6    | 7   | −1  | 3    | مرحلة خروج المغلوب |
| 3 | طاجيكستان        | 3   | 1 | 0 | 2 | 4    | 5   | −1  | 3    | مرحلة خروج المغلوب |
| 4 | بلجيكا           | 3   | 1 | 0 | 2 | 3    | 6   | −3  | 3    |                    |

| بلجيكا                           | 2–4   | تونس                                                                    |
| -------------------------------- | ----- | ----------------------------------------------------------------------- |
| - نيل دي باو 27' - كيفين كيس 36' | تقرير | - أسامة بوغانمي 20' - خالد العياري 24' - يوسف المساكني 42'، 79' (ركلة.) |

| طاجيكستان                                                                                   | 4–3   | الولايات المتحدة                                 |
| ------------------------------------------------------------------------------------------- | ----- | ------------------------------------------------ |
| - فرهود واصييف 32' - صمد شاهزوخوروف 43' - نور الدين دافرونوف 82' - فتح الله فتح اللهييف 86' | تقرير | - مايكل بيتس 9' - غريغ غارزا 48' - بيلي شولر 53' |

| الولايات المتحدة          | 1–3   | تونس                                                    |
| ------------------------- | ----- | ------------------------------------------------------- |
| - جاريد جيفري 90' (ركلة.) | تقرير | - نور حضرية 8' (ركلة.)، 45+1' (ركلة.) - رفيق دخيل 90+4' |

| طاجيكستان | 0–1   | بلجيكا                   |
| --------- | ----- | ------------------------ |
|           | تقرير | - كريستيان بينتيكي 90+2' |

| بلجيكا | 0–2   | الولايات المتحدة                  |
| ------ | ----- | --------------------------------- |
|        | تقرير | - كيرك أورسو 63' - مايكل بيتس 71' |

| تونس                | 1–0   | طاجيكستان |
| ------------------- | ----- | --------- |
| - يوسف المساكني 83' | تقرير |           |

### المجموعة س
| م | الفريق           | لعب | ف | ت | خ | أ.له | أ.ع | أ.ف | نقاط | التأهل             |
| - | ---------------- | --- | - | - | - | ---- | --- | --- | ---- | ------------------ |
| 1 | ألمانيا          | 3   | 2 | 1 | 0 | 11   | 5   | +6  | 7    | مرحلة خروج المغلوب |
| 2 | غانا             | 3   | 2 | 0 | 1 | 8    | 5   | +3  | 6    | مرحلة خروج المغلوب |
| 3 | كولومبيا         | 3   | 1 | 1 | 1 | 9    | 5   | +4  | 4    | مرحلة خروج المغلوب |
| 4 | ترينيداد وتوباغو | 3   | 0 | 0 | 3 | 1    | 14  | −13 | 0    |                    |

| كولومبيا                                              | 3–3   | ألمانيا                                            |
| ----------------------------------------------------- | ----- | -------------------------------------------------- |
| - ميغيل خوليو 14' - كريستيان نازاريت 66' (ركلة.)، 88' | تقرير | - دينيس دوفيدات 34'، 49' - ريتشارد سوكوتا-باسو 39' |

| ترينيداد وتوباغو   | 1–4   | غانا                                                            |
| ------------------ | ----- | --------------------------------------------------------------- |
| - ستيفان كامبل 80' | تقرير | - رانسفورد أوسي 12'، 44' - صادق آدامز 45+1' - كيلفين بوسمان 85' |

| غانا                                 | 2–3   | ألمانيا                                |
| ------------------------------------ | ----- | -------------------------------------- |
| - رانسفورد أوسي 52' - صادق آدامز 53' | تقرير | - ساشا بيغالكه 5' - توني كروس 12'، 27' |

| ترينيداد وتوباغو | 0–5   | كولومبيا                                                                                            |
| ---------------- | ----- | --------------------------------------------------------------------------------------------------- |
|                  | تقرير | - أندريس فيليبي موسكيرا 22'، 63' - سانتياغو تريليز 60' - إدغار باردو 68' - ريكاردو سيرنا ميدينا 72' |

| كولومبيا               | 1–2   | غانا                                    |
| ---------------------- | ----- | --------------------------------------- |
| - كريستيان نازاريت 60' | تقرير | - رانسفورد أوسي 32' - إسماعيل يارتي 87' |

| ألمانيا                                                                                | 5–0   | ترينيداد وتوباغو |
| -------------------------------------------------------------------------------------- | ----- | ---------------- |
| - فابيان بروغهامر 5' - ألكساندر إسفاين 30'، 37' - كيفين فولتسه 39' - باتريك فونك 90+3' | تقرير |                  |

### ترتيب فرق المركز الثالث
| م | مج | الفريق             | لعب | ف | ت | خ | أ.له | أ.ع | أ.ف | نقاط | التأهل                    |
| - | -- | ------------------ | --- | - | - | - | ---- | --- | --- | ---- | ------------------------- |
| 1 | س  | كولومبيا           | 3   | 1 | 1 | 1 | 9    | 5   | +4  | 4    | التقدم مرحلة خروج المغلوب |
| 2 | ج  | سوريا              | 3   | 1 | 1 | 1 | 3    | 2   | +1  | 4    | التقدم مرحلة خروج المغلوب |
| 3 | ب  | كوريا الشمالية     | 3   | 1 | 1 | 1 | 3    | 7   | −4  | 4    | التقدم مرحلة خروج المغلوب |
| 4 | ر  | طاجيكستان          | 3   | 1 | 0 | 2 | 4    | 5   | −1  | 3    | التقدم مرحلة خروج المغلوب |
| 5 | د  | اليابان            | 3   | 1 | 0 | 2 | 4    | 6   | −2  | 3    |                           |
| 6 | أ  | كوريا الجنوبية (H) | 3   | 1 | 0 | 2 | 2    | 4   | −2  | 3    |                           |

## مرحلة خروج المغلوب
|  | دور الستة عشر        | دور الستة عشر       |                     |      | ربع النهائي   | ربع النهائي   |                |                | نصف النهائي | نصف النهائي |  |  | النهائي | النهائي |
|  |                      |                     |                     |      |               |               |                |                |             |             |  |  |         |         |
|  | 29 أغسطس – أولسان    |                     |                     |      |               |               |                |                |             |             |  |  |         |         |
|  |                      |                     |                     |      |               |               |                |                |             |             |  |  |         |         |
|  | إسبانيا              | 3                   |                     |      |               |               |                |                |             |             |  |  |         |         |
|  | إسبانيا              | 3                   | 1 سبتمبر – سوغ-ويبو |      |               |               |                |                |             |             |  |  |         |         |
|  | كوريا الشمالية       | 0                   |                     |      |               |               |                |                |             |             |  |  |         |         |
|  | كوريا الشمالية       | 0                   | إسبانيا (ركل.)      | 1(5) |               |               |                |                |             |             |  |  |         |         |
|  | 29 أغسطس – تشانغوون  |                     | إسبانيا (ركل.)      | 1(5) |               |               |                |                |             |             |  |  |         |         |
|  |                      | فرنسا               | 1(4)                |      |               |               |                |                |             |             |  |  |         |         |
|  | تونس                 | فرنسا               | 1(4)                | 1    |               |               |                |                |             |             |  |  |         |         |
|  | تونس                 |                     | 5 سبتمبر – أولسان   | 1    |               |               |                |                |             |             |  |  |         |         |
|  | فرنسا (ب.و.إ.)       | 3                   |                     |      |               |               |                |                |             |             |  |  |         |         |
|  | فرنسا (ب.و.إ.)       | 3                   | إسبانيا (ب.و.إ.)    | 2    |               |               |                |                |             |             |  |  |         |         |
|  | 29 أغسطس – سوون      |                     | إسبانيا (ب.و.إ.)    | 2    |               |               |                |                |             |             |  |  |         |         |
|  |                      | غانا                | 1                   |      |               |               |                |                |             |             |  |  |         |         |
|  | بيرو (ركل.)          | غانا                | 1                   | 1(5) |               |               |                |                |             |             |  |  |         |         |
|  | بيرو (ركل.)          | 1 سبتمبر – تشانغوون |                     | 1(5) |               |               |                |                |             |             |  |  |         |         |
|  | طاجيكستان            | 1(4)                |                     |      |               |               |                |                |             |             |  |  |         |         |
|  | طاجيكستان            | 1(4)                | بيرو                | 0    |               |               |                |                |             |             |  |  |         |         |
|  | 29 أغسطس – غوانغيانغ |                     | بيرو                | 0    |               |               |                |                |             |             |  |  |         |         |
|  |                      | غانا                | 2                   |      |               |               |                |                |             |             |  |  |         |         |
|  | غانا                 | غانا                | 2                   | 1    |               |               |                |                |             |             |  |  |         |         |
|  | غانا                 |                     | 9 سبتمبر – سول      | 1    |               |               |                |                |             |             |  |  |         |         |
|  | البرازيل             | 0                   |                     |      |               |               |                |                |             |             |  |  |         |         |
|  | البرازيل             | 0                   | إسبانيا             | 0(0) |               |               |                |                |             |             |  |  |         |         |
|  | 30 أغسطس – غويانغ    |                     | إسبانيا             | 0(0) |               |               |                |                |             |             |  |  |         |         |
|  |                      | نيجيريا (ركل.)      | 0(3)                |      |               |               |                |                |             |             |  |  |         |         |
|  | الأرجنتين            | نيجيريا (ركل.)      | 0(3)                | 2    |               |               |                |                |             |             |  |  |         |         |
|  | الأرجنتين            | 2 سبتمبر – تشيونان  |                     | 2    |               |               |                |                |             |             |  |  |         |         |
|  | كوستاريكا            | 0                   |                     |      |               |               |                |                |             |             |  |  |         |         |
|  | كوستاريكا            | 0                   | الأرجنتين           | 0    |               |               |                |                |             |             |  |  |         |         |
|  | 30 أغسطس – غوانغيانغ |                     | الأرجنتين           | 0    |               |               |                |                |             |             |  |  |         |         |
|  |                      | نيجيريا             | 2                   |      |               |               |                |                |             |             |  |  |         |         |
|  | نيجيريا              | نيجيريا             | 2                   | 2    |               |               |                |                |             |             |  |  |         |         |
|  | نيجيريا              |                     | 6 سبتمبر – سوون     | 2    |               |               |                |                |             |             |  |  |         |         |
|  | كولومبيا             | 1                   |                     |      |               |               |                |                |             |             |  |  |         |         |
|  | كولومبيا             | 1                   | نيجيريا             | 3    |               |               |                |                |             |             |  |  |         |         |
|  | 30 أغسطس – سوغ-ويبو  |                     | نيجيريا             | 3    |               |               |                |                |             |             |  |  |         |         |
|  |                      | ألمانيا             | 1                   |      | المركز الثالث | المركز الثالث |                |                |             |             |  |  |         |         |
|  | إنجلترا              | ألمانيا             | 1                   | 3    | المركز الثالث | المركز الثالث |                |                |             |             |  |  |         |         |
|  | إنجلترا              | 2 سبتمبر – غويانغ   | 2 سبتمبر – غويانغ   | 3    |               |               | 9 سبتمبر – سول | 9 سبتمبر – سول |             |             |  |  |         |         |
|  | سوريا                | 2 سبتمبر – غويانغ   | 2 سبتمبر – غويانغ   | 1    |               |               | 9 سبتمبر – سول | 9 سبتمبر – سول |             |             |  |  |         |         |
|  | سوريا                | إنجلترا             | 1                   | 1    | غانا          | 1             |                |                |             |             |  |  |         |         |
|  | 30 أغسطس – تشيونان   | إنجلترا             | 1                   |      | غانا          | 1             |                |                |             |             |  |  |         |         |
|  |                      | ألمانيا             | 4                   |      | ألمانيا       | 2             |                |                |             |             |  |  |         |         |
|  | ألمانيا              | ألمانيا             | 4                   | 2    | ألمانيا       | 2             |                |                |             |             |  |  |         |         |
|  | ألمانيا              |                     |                     | 2    |               |               |                |                |             |             |  |  |         |         |
|  | الولايات المتحدة     | 1                   |                     |      |               |               |                |                |             |             |  |  |         |         |
|  | الولايات المتحدة     | 1                   |                     |      |               |               |                |                |             |             |  |  |         |         |

### دور الـ16
| إسبانيا                                  | 3–0   | كوريا الشمالية |
| ---------------------------------------- | ----- | -------------- |
| - بويان كركيتش 28'، 50' - ياغو فالكي 67' | تقرير |                |

| تونس            | 1–3 (ب.و.إ.) | فرنسا                                        |
| --------------- | ------------ | -------------------------------------------- |
| - نور حضرية 49' | تقرير        | - هنري سايفيت 43' - داميان لوتاليك 99'، 105' |

| بيرو               | 1–1 (ب.و.إ.) | طاجيكستان                |
| ------------------ | ------------ | ------------------------ |
| - ريموند مانكو 13' | تقرير        | - نور الدين دافرونوف 15' |

| غانا               | 1–0   | البرازيل |
| ------------------ | ----- | -------- |
| - إيساك دونكور 51' | تقرير |          |

| الأرجنتين               | 2–0   | كوستاريكا |
| ----------------------- | ----- | --------- |
| - غاستون ساورو 25'، 41' | تقرير |           |

| نيجيريا                           | 2–1   | كولومبيا              |
| --------------------------------- | ----- | --------------------- |
| - شريف عيسى 78' - ياكوبو ألفا 83' | تقرير | - سانتياغو تريليز 62' |

| إنجلترا                                                           | 3–1   | سوريا           |
| ----------------------------------------------------------------- | ----- | --------------- |
| - هنري لانسبوري 17' (ركلة.) - كريستيان بيرس 45+2' - ريس مورفي 62' | تقرير | - زياد عجوز 51' |

| ألمانيا                        | 2–1   | الولايات المتحدة   |
| ------------------------------ | ----- | ------------------ |
| - ريتشارد سوكوتا-باسو 65'، 89' | تقرير | - مايكل بيتس 90+2' |

### ربع النهائي
| إسبانيا                   | 1–1   | فرنسا                |
| ------------------------- | ----- | -------------------- |
| - جوردي بابلو ريبوليس 72' | تقرير | - داميان لوتاليك 52' |

| بيرو | 0–2   | غانا                                   |
| ---- | ----- | -------------------------------------- |
|      | تقرير | - صادق آدامز 45+1' - رانسفورد أوسي 53' |

| الأرجنتين | 0–2   | نيجيريا                                               |
| --------- | ----- | ----------------------------------------------------- |
|           | تقرير | - لقمان هارونا 33' (ركلة.) - ماكاولي كريستانتوس 45+2' |

| إنجلترا         | 1–4   | ألمانيا                                                                            |
| --------------- | ----- | ---------------------------------------------------------------------------------- |
| - ريس مورفي 65' | تقرير | - سيباستيان رودي 50' - ريتشارد سوكوتا-باسو 56' - دينيس دوفيدات 74' - توني كروس 87' |

### نصف النهائي
| إسبانيا                                       | 2–1 (ب.و.إ.) | غانا             |
| --------------------------------------------- | ------------ | ---------------- |
| - دانييل أكينو بينتوس 67' - بويان كركيتش 116' | تقرير        | - صادق آدامز 80' |

| نيجيريا                                                            | 3–1   | ألمانيا         |
| ------------------------------------------------------------------ | ----- | --------------- |
| - ماكاولي كريستانتوس 10' - ياكوبو ألفا 18' - كابيرو أكينسولا 90+4' | تقرير | - توني كروس 33' |

### مباراة المركز الثالث
| غانا                | 1–2   | ألمانيا                                 |
| ------------------- | ----- | --------------------------------------- |
| - رانسفورد أوسي 67' | تقرير | - توني كروس 17' - ألكساندر إسفاين 90+2' |

### النهائي
| إسبانيا | 0–0 (ب.و.إ.) | نيجيريا |
| ------- | ------------ | ------- |
|         | تقرير        |         |

## الفائز
| الفائز بكأس العالم تحت 17 سنة لكرة القدم 2007 |
| --------------------------------------------- |
| · نيجيريا · للمرة الثالثة                     |

## الجوائز
| الكرة الذهبية      | الكرة الفضية       | الكرة البرونزية        |
| ------------------ | ------------------ | ---------------------- |
| توني كروس          | ماكاولي كريستانتوس | بويان كركيتش           |
| الحذاء الذهبي      | الحذاء الفضي       | الحذاء البرونزي        |
| ماكاولي كريستانتوس | رانسفورد أوسي      | توني كروس بويان كركيتش |

## الهدافون
7 أهداف
- ماكاولي كريستانتوس

6 أهداف
- رانسفورد أوسي

5 أهداف
- توني كروس
- بويان كركيتش

4 أهداف
- داميان لوتاليك
- ريتشارد سوكوتا-باسو
- صادق آدامز

3 أهداف
- فابيو
- كريستيان نازاريت
- فيكتور موسيس
- دينيس دوفيدات
- ألكساندر إسفاين
- شريف عيسى
- دانييل أكينو بينتوس
- جوردي بابلو ريبوليس
- نور حضرية
- يوسف المساكني
- مايكل بيتس

هدفين
- نيكولاس ماتزولا
- غاستون ساورو
- جوليانو دي باولا
- أليكس تيكسيرا
- أندريس فيليبي موسكيرا
- سانتياغو تريليز
- هنري لانسبوري
- ريس مورفي
- داني ويلبيك
- هنري سايفيت
- يويتشيرو كاكيتاني
- باكوبو ألفا
- ريم تشول-مين
- كارلوس ألونسو بازالار
- نور الدين دافرونوف

هدف واحد
- كارلوس بينيتيز
- أليكسيس ماتشوكا
- فرناندو ميزا
- كريستيان بينتيكي
- نيل دي باو
- كيفين كيس
- فابيو رودريغيس دا سيلفا
- جواوغيليرمي إستيفاو دا سيلفا
- لازارو فينيسيوس ألفيش مارتينش
- لولينيا
- لويز كارلوس كايتانو دي أزيفيدو جونيور
- مايكون ماركيز
- تاليس تلايجا دي سوزا
- ميغيل خوليو
- إدغار باردو
- ريكاردو سيرنا ميدينا
- خوسويه مارتينيز
- ماركو أورينا
- جيسي بيرالتا
- آشلي تشيمبرز
- جوردان سبينس
- كريستيان بيرس
- سعيد ميهامها
- إيمانويل ريفيير
- ساشا بيغالكه
- فابيان بروغهامر
- باتريك فونك
- كيفين فولتسه
- سيباستيان رودي
- كيلفين بوسمان
- إسماعيل يارتي
- إيساك دونكور
- بيترسون ديسريفيير
- جوزيف غيمسلي جونيور
- بيترسون جوزيف
- جوني ليفرسون
- كريستيان سمير مارتينيز
- روجر روخاس
- توموتاكا أوكاموتو
- هيروكي كاوانو
- أن إيل-بوم
- سيول جاي-مون
- يون بيت-غارام
- كابيرو أكينسولا
- رابيو إبراهيم
- غانيو أوسيني
- لقمان هارونا
- ريموند مانكو
- فران ميريدا
- ياغو فالكي
- أحمد الصالح
- هاني الطيار
- سليمان سليمان
- زياد عجوز
- فرهود واصييف
- صمد شاهزوخوروف
- فتح الله فتح اللهييف
- لالاويلي أتاكورا
- سابول ماني
- ستيفان كامبل
- خالد العياري
- أسامة بوغانمي
- رفيق دخيل
- غريغ غارزا
- جاريد جيفري
- بيلي شولر
- كيرك أورسو

## الترتيب النهائي
| م  | الفريق             | لعب | ف | ت | خ | أ.له | أ.ع | أ.ف | نقاط | النتيجة النهائية           |
| -- | ------------------ | --- | - | - | - | ---- | --- | --- | ---- | -------------------------- |
| 1  | نيجيريا            | 7   | 6 | 1 | 0 | 16   | 4   | +12 | 19   | البطل                      |
| 2  | إسبانيا            | 7   | 4 | 3 | 0 | 12   | 6   | +6  | 15   | الوصيف                     |
| 3  | ألمانيا            | 7   | 5 | 1 | 1 | 20   | 11  | +9  | 16   | المركز الثالث              |
| 4  | غانا               | 7   | 4 | 0 | 3 | 13   | 9   | +4  | 12   | المركز الرابع              |
|    |                    |     |   |   |   |      |     |     |      |                            |
| 5  | إنجلترا            | 5   | 3 | 1 | 1 | 12   | 7   | +5  | 10   | الإقصاء في ربع النهائي     |
| 6  | ألمانيا            | 5   | 2 | 2 | 1 | 7    | 4   | +3  | 8    | الإقصاء في ربع النهائي     |
| 7  | فرنسا              | 5   | 2 | 2 | 1 | 8    | 6   | +2  | 8    | الإقصاء في ربع النهائي     |
| 8  | بيرو               | 5   | 2 | 2 | 1 | 3    | 3   | 0   | 8    | الإقصاء في ربع النهائي     |
|    |                    |     |   |   |   |      |     |     |      |                            |
| 9  | تونس               | 4   | 3 | 0 | 1 | 9    | 6   | +3  | 9    | الإقصاء في دور الـ16       |
| 10 | البرازيل           | 4   | 2 | 0 | 2 | 14   | 4   | +10 | 6    | الإقصاء في دور الـ16       |
| 11 | كولومبيا           | 4   | 1 | 1 | 2 | 10   | 7   | +3  | 4    | الإقصاء في دور الـ16       |
| 12 | طاجيكستان          | 4   | 1 | 1 | 2 | 5    | 6   | −1  | 4    | الإقصاء في دور الـ16       |
| 13 | سوريا              | 4   | 1 | 1 | 2 | 4    | 5   | −1  | 4    | الإقصاء في دور الـ16       |
| 14 | كوستاريكا          | 4   | 1 | 1 | 2 | 3    | 4   | −1  | 4    | الإقصاء في دور الـ16       |
| 15 | كوريا الشمالية     | 4   | 1 | 1 | 2 | 3    | 10  | −7  | 4    | الإقصاء في دور الـ16       |
| 16 | الولايات المتحدة   | 4   | 1 | 0 | 3 | 7    | 9   | −2  | 3    | الإقصاء في دور الـ16       |
|    |                    |     |   |   |   |      |     |     |      |                            |
| 17 | اليابان            | 3   | 1 | 0 | 2 | 4    | 6   | −2  | 3    | الإقصاء في مرحلة المجموعات |
| 18 | كوريا الجنوبية (H) | 3   | 1 | 0 | 2 | 2    | 4   | −2  | 3    | الإقصاء في مرحلة المجموعات |
| 19 | بلجيكا             | 3   | 1 | 0 | 2 | 3    | 6   | −3  | 3    | الإقصاء في مرحلة المجموعات |
| 20 | توغو               | 3   | 0 | 2 | 1 | 2    | 3   | −1  | 2    | الإقصاء في مرحلة المجموعات |
| 21 | هايتي              | 3   | 0 | 1 | 2 | 3    | 8   | −5  | 1    | الإقصاء في مرحلة المجموعات |
| 22 | هندوراس            | 3   | 0 | 0 | 3 | 3    | 10  | −7  | 0    | الإقصاء في مرحلة المجموعات |
| 23 | ترينيداد وتوباغو   | 3   | 0 | 0 | 3 | 1    | 14  | −13 | 0    | الإقصاء في مرحلة المجموعات |
| 24 | نيوزيلندا          | 3   | 0 | 0 | 3 | 0    | 13  | −13 | 0    | الإقصاء في مرحلة المجموعات |

## وصلات خارجية
- FIFA U-17 World Cup Korea 2007, FIFA.com
- FIFA Technical Report